# Régine Cavagnoud
Régine Cavagnoud fue una esquiadora francesa. Nació el 27 de junio de 1970 en Thônes (Alta Saboya) y falleció el 31 de octubre de 2001 en Innsbruck, Austria.

## Biografía y fallecimiento
Comienza a esquiar a los 5 años en La Clusaz y a los 15 entra a formar parte del equipo francés. Especialista en las disciplinas de velocidad aunque también consigue buenos resultados en la disciplina de slalom gigante. En 2001 es campeona de Copa del Mundo en la disciplina de Super Gigante así como campeona del mundo en la misma disciplina en los mundiales celebrados en Sankt Anton am Arlberg.
El 29 de octubre de 2001 tras su gran temporada en Copa del Mundo sufre un grave accidente en un entrenamiento conjunto de los equipos alemán y francés de esquí alpino en el glaciar austriaco de Pitztal, Regine Cavagnoud chocó cuando iba a ochenta kilómetros por hora con el entrenador alemán Markus Anwander, que no había sido avisado de la salida de la esquiadora. Sufre graves daños cerebrales y fallece dos días después en la Clínica Universitaria de Innsbruck.

## Resultados

### Juegos Olímpicos de Invierno
- 1992 en Albertville, Francia
  - Combinada: 10.ª
  - Descenso: 17.ª
  - Super Gigante: 26.ª
- 1994 en Lillehammer, Noruega
  - Super Gigante: 11.ª
  - Descenso: 26.ª
- 1998 en Nagano, Japón
  - Descenso: 7.ª
  - Super Gigante: 16.ª

### Campeonatos Mundiales
- 1991 en Hinterglemm, Austria
  - Combinada: 10.ª
  - Super Gigante: 12.ª
- 1993 en Morioka, Japón
  - Descenso: 11.ª
  - Super Gigante: 15.ª
- 1996 en Sierra Nevada, España
  - Super Gigante: 25.ª
  - Descenso: 26.ª
- 1997 en Sestriere, Italia
  - Super Gigante: 21.ª
  - Descenso: 26.ª
- 2001 en Sankt Anton am Arlberg, Austria
  - Super Gigante: 1.ª
  - Descenso: 12.ª
  - Eslalon Gigante: 17.ª

### Copa del Mundo

#### Clasificación general Copa del Mundo
- 1990-1991: 50.ª
- 1991-1992: 51.ª
- 1992-1993: 13.ª
- 1993-1994: 28.ª
- 1994-1995: 26.ª
- 1995-1996: 46.ª
- 1996-1997: 27.ª
- 1997-1998: 28.ª
- 1998-1999: 7.ª
- 1999-2000: 3.ª
- 2000-2001: 3.ª
- 2001-2002: 81.ª

#### Clasificación por disciplinas (Top-10)
- 1992-1993:
  - Descenso: 8.ª
  - Combinada: 8.ª
- 1994-1995:
  - Super Gigante: 9.ª
- 1997-1998:
  - Descenso: 9.ª
- 1998-1999:
  - Super Gigante: 4.ª
  - Descenso: 8.ª
- 1999-2000:
  - Super Gigante: 4.ª
  - Descenso: 5.ª
  - Combinada: 10.ª
- 2000-2001:
  - Super Gigante: 1.ª
  - Descenso: 3.ª
  - Combinada: 7.ª

#### Victorias en la Copa del Mundo (8)

##### Descenso (3)
| Fecha               | Lugar             |
| ------------------- | ----------------- |
| 21 de enero de 1999 | Cortina d'Ampezzo |
| 22 de enero de 2000 | Cortina d'Ampezzo |
| 15 de marzo de 2000 | Bormio            |

##### Super Gigante (4)
| Fecha                  | Lugar             |
| ---------------------- | ----------------- |
| 23 de enero de 1999    | Cortina d'Ampezzo |
| 6 de diciembre de 2000 | Val d'Isère       |
| 13 de enero de 2001    | Haus im Ennstal   |
| 20 de enero de 2001    | Cortina d'Ampezzo |

##### Eslalon Gigante (1)
| Fecha                   | Lugar           |
| ----------------------- | --------------- |
| 19 de noviembre de 1999 | Copper Mountain |